# Fredrik Kristian Billberg
Fredrik Kristian Billberg, född 4 mars 1807 i Lund, död 5 februari 1864 i Lunds stadsförsamling, var en svensk handelsman och riksdagsman.
Fredrik Kristian Billberg var handlande i Lund. Han var riksdagsman i borgarståndet för Lund och Simrishamn vid riksdagen 1840/41 och var då bland annat ledamot i bevillningsutskottet.